# ザ・ユナイテッド
ザ・ユナイテッド (THE UNITED) は、2011年に結成された5人組ボーイ・バンドである。
メンバーはそれぞれスウェーデン・イギリス・オランダ・イタリア・ドイツのヨーロッパ5カ国出身者で構成されている。「TU」の略称で呼ばれることもある。

## メンバー

### 現メンバー
ガブリエル・ブランデス / Gabriel Brandes
- 生年月日:1991年11月29日（33歳）
- スウェーデン、リンシェーピング出身で、日本では主に"ガブリエル"の名で親しまれている。
- スウェーデンのオーディション番組「スウェディッシュ・アイドル」で上位にランクインしたことからソロシンガーとしてのデビュー後に加入。

マイケル・ワトソン / Michael Watson
- 生年月日:1991年2月27日（34歳）
- イギリス、マンチェスター出身で、日本では主に"マイク"の名で親しまれている。
- マンチェスター・シティFCのシーズンチケットを持つほどの大ファンである。

マニュエル・ホフマン / Manuel Hoffmann
- 生年月日:1990年6月25日（35歳）
- ドイツ出身で、日本では主に"マニュエル"の名で親しまれている。
- ドイツのオーディション番組「ジャーマン・アイドル」で3位にランクインしている。
- メンバーで唯一タトゥーがある。

テウス・ファン・デル・リンデン / Teus van der Linden
- 生年月日:1993年5月18日（32歳）
- オランダ出身で、日本では主に"テウス"の名で親しまれている。
- ザ・ユナイテッドのロゴを手がけるなど、芸術面での才能にも恵まれている。

ステファノ・アニアナ / Stefano Anania
- 生年月日:1991年12月24日（33歳）
- イタリア、ジェノヴァ出身で、日本では主に"ステップ"の名で親しまれている。
- Youtubeでアップしていたカバーがきっかけで加入。

## 略歴
- 2011年10月、それぞれYouTubeでの活動や、オーディション番組での活動などをしていたメンバーたちを事務所がスカウト。
- 2012年4月に、ブルーノ・マーズの「マリー・ユー」のカバー動画をYouTubeに投稿、2013年11月現在、7万回以上の再生回数を記録[1]。
- 2013年3月には、オリジナル作品として「ステイ・ヤング」をiTunesで発表、2013年11月現在、14万回以上の再生回数を記録[2]。
- 2013年7月、初の来日プロモーションを東京、大阪、名古屋、福岡で行う。
- 2013年8月、日本のタワーレコード限定で「ステイ・ヤング」を数量限定発売。
- 2013年10月、デビューアルバム「ウィー・アー・ザ・ユナイテッド」を日本先行発売。
- 2013年10月、2度目の来日プロモーションを東京、大阪、名古屋、福岡で行う。
- 2013年10月、ステイ・ヤングがFM福岡 洋楽パワープレイに決定[3]。
- 2013年10月、ステイ・ヤングがFM北海道（AIR-G)洋楽パワープレイに決定[4]。
- 2013年10月、ステイ・ヤングがふくしまFM Prime Music★に決定。
- 2013年10月、ステイ・ヤングがFM FUJI SEASON DIARYに決定。
- 2013年11月、ステイ・ヤングがオリコン10月度・洋楽FMパワープレイランキング 第2位を獲得。
- 2013年12月、初のジャパン・ツアー（大阪・福岡・名古屋・東京）を開催

## エピソード
- 日本デビューアルバム『ウイ・アー・ザ・ユナイテッド』では日本盤ボーナストラックとし　DREAMS COME TRUE「LOVE LOVE LOVE」、TEE「ベイビー・アイラブ・ユー」のイングリッシュ・バージョンを収録している。[5]。
- お台場で行われたアルバム発売イベントでゲストのクリス松村に「男の子5人グループは、常に日本で大ブームを巻き起こしてきました、今度は、ザ・ユナイテッドの番ですね！」と絶賛された。さらにマナーの良いファンのことも褒めちぎっていた。[6]。

## ディスコグラフィー

### アルバム
オリジナルアルバム 
| 発売年 | アルバム                         |     |
| 発売年 | アルバム                         | JPN |
| ------ | -------------------------------- | --- |
| 2013   | "ウィー・アー・ザ・ユナイテッド" | 114 |

### シングル
シングル 
| 発売年 | シングル                                                 |     |
| 発売年 | シングル                                                 | JPN |
| ------ | -------------------------------------------------------- | --- |
| 2013   | "ステイ・ヤング"                                         | -   |
| 2013   | "ソー・ウィキッド（ラブ・EDM・クラブ・エディット）"      | -   |
| 2014   | "カム・オン！カム・オン！～ハッピー・ウィズ・スマイル～" | -   |